# 拉斯林歐本島

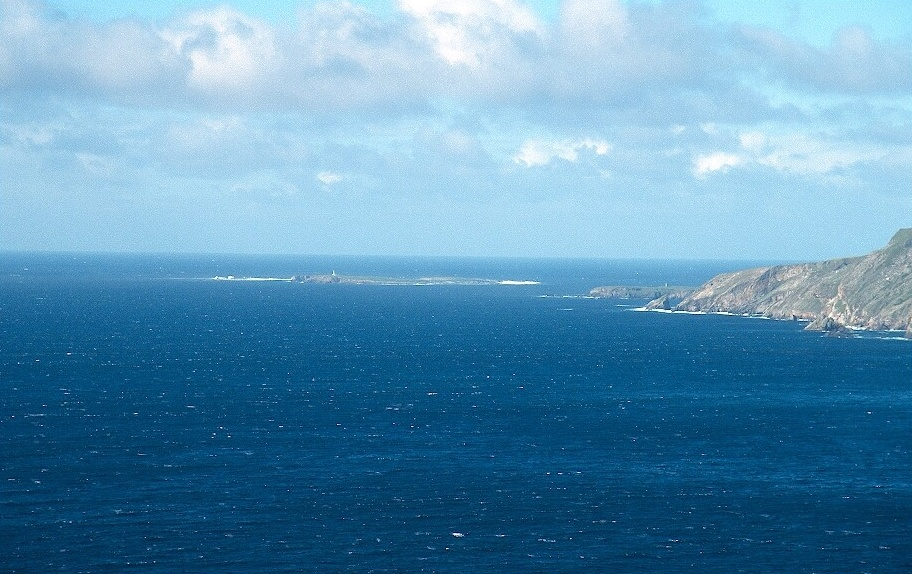

拉斯林歐本島是愛爾蘭的島嶼，位於大西洋海域，距離多尼戈爾郡沿岸2公里，面積0.3平方公里，最高點海拔高度26米，該島西部有一座燈塔。